# Weißenhorn

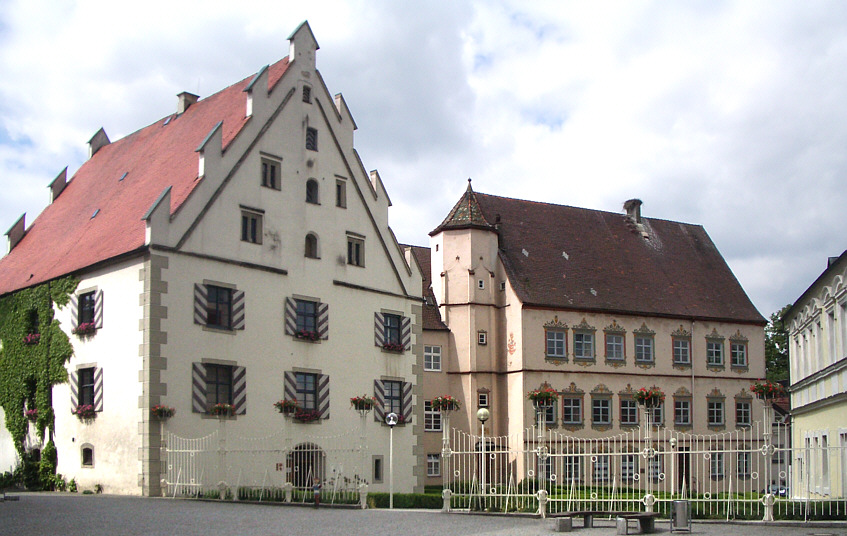
Weißenhorn
(Castelul Fuggerschloss)

Weißenhorn este un oraș din districtul Neu-Ulm, regiunea administrativă Șvabia, landul Bavaria, Germania.